# Danny House

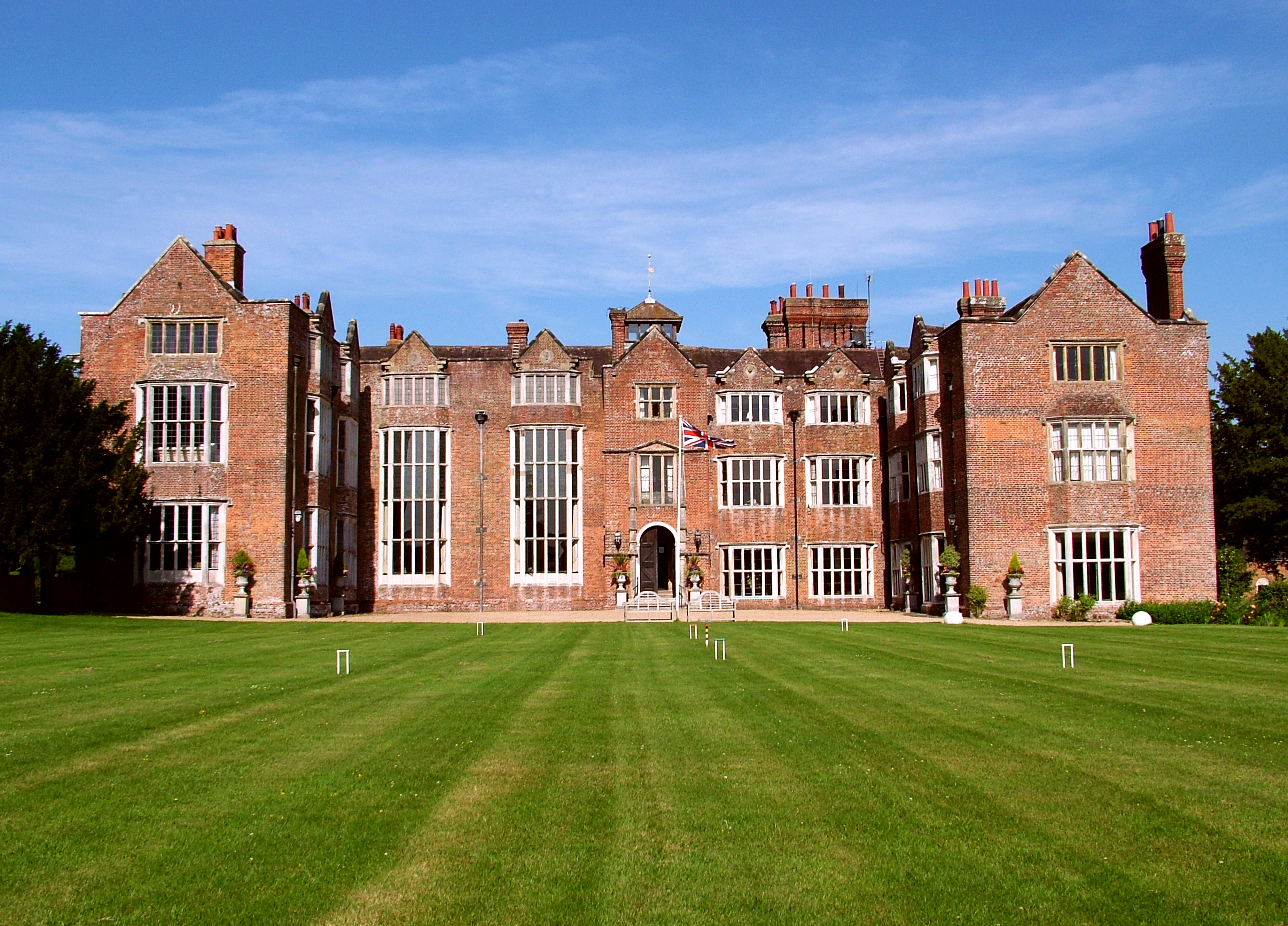
Danny House, Ostfassade

Danny House ist ein Landhaus im elisabethanischem Stil bei Hurstpierpoint in West Sussex. Das rote Ziegelgebäude liegt am Nordfuß des Wolstonbury Hill und gilt mit seinen 56 Schlafzimmern und 28 Apartments als eines der schönsten Gebäude in Staatsbesitz in Sussex. Das heutige, 1593–1595 von George Goring etwas östlich eines älteren Hauses errichtete Landhaus wurde von English Heritage als historisches Gebäude I. Grades gelistet. Es liegt inmitten eines 32.000 m² großen Gartens.

## Namensherkunft
Der Name “Danny” ist vermutlich die Verballhornung des angelsächsischen Dane(g)hithe, das “Tal und Hafen” bedeutet.

## Geschichte

### Vorrömische Zeit
Auf dem Wolstonbury Hill (heute Eigentum des National Trust und Teil des South Downs National Park) finden sich Überreste einer Klause aus der Bronzezeit. Auf der Westseite von Wolstonbury gibt es eine große, künstlich angelegte ebene Fläche, von der man annimmt, dass dort ein Lagerplatz aus der Eisenzeit existierte.

### Römische Zeit
Der Sussex Greensand Way, eine Römerstraße, verläuft in Ost-West-Richtung durch den Danny Park und zeigt sich als Bruch der Linien auf dem Hügel nördlich des Landhauses. Die Straße ist heute eine Terrasse am Hang, ein Hohlweg, der vom Hügel herunterführt und ein gehobener Streifen in der Landschaft, der zu einem Wasserlauf führt. Ein römischer Steingutbrennofen wurde südlich der Römerstraße gefunden.

### Domesday Book
Das Domesday Book von 1086 notiert, dass “Robert holds Herst of William” (dt.: Robert de Pierpoint Land von William de Warenne, dem Schwiegersohn von William dem Eroberer, erhielt)

### 13. Jahrhundert
Seit dem 13. Jahrhundert gab es immer irgendein Haus auf diesem Anwesen, anfangs wenig mehr als seine Jagdhütte. Der mittelalterliche Danny Park wurde 1343 von Sir Simon de Pierpoint eingefriedet.

### Spätes 16. Jahrhundert
Das Herrenhaus in seiner heutigen Form stammt vom Anfang des 16. Jahrhunderts, wurde aber von George Goring 1593 umgebaut und vergrößert, nachdem dieser das Anwesen 1582 erworben hatte. Es wurde in Form des Buchstabens „E“ geplant, was ein Zeichen für Elisabeth I. war, die zu Beginn der Umbauarbeiten bereits über 30 Jahre lang regierte. Das Landhaus ist ein besonders schönes Beispiel zeitgenössischer Architektur.
Das heutige Haus hat zwei Hauptfassaden, die östliche aus dem 16. Jahrhundert und die südliche in georgianischem Stil. Die Ziegelfassade im Osten ist monumental, die südliche Fassade staatstragend. Das ganze Gebäude bietet, aus der Niederung betrachtet, einen großartigen Anblick. Es hat drei Stockwerke. Auf dem Anwesen findet sich ein gut erhaltenes Eishaus.

### Mitte des 17. Jahrhunderts

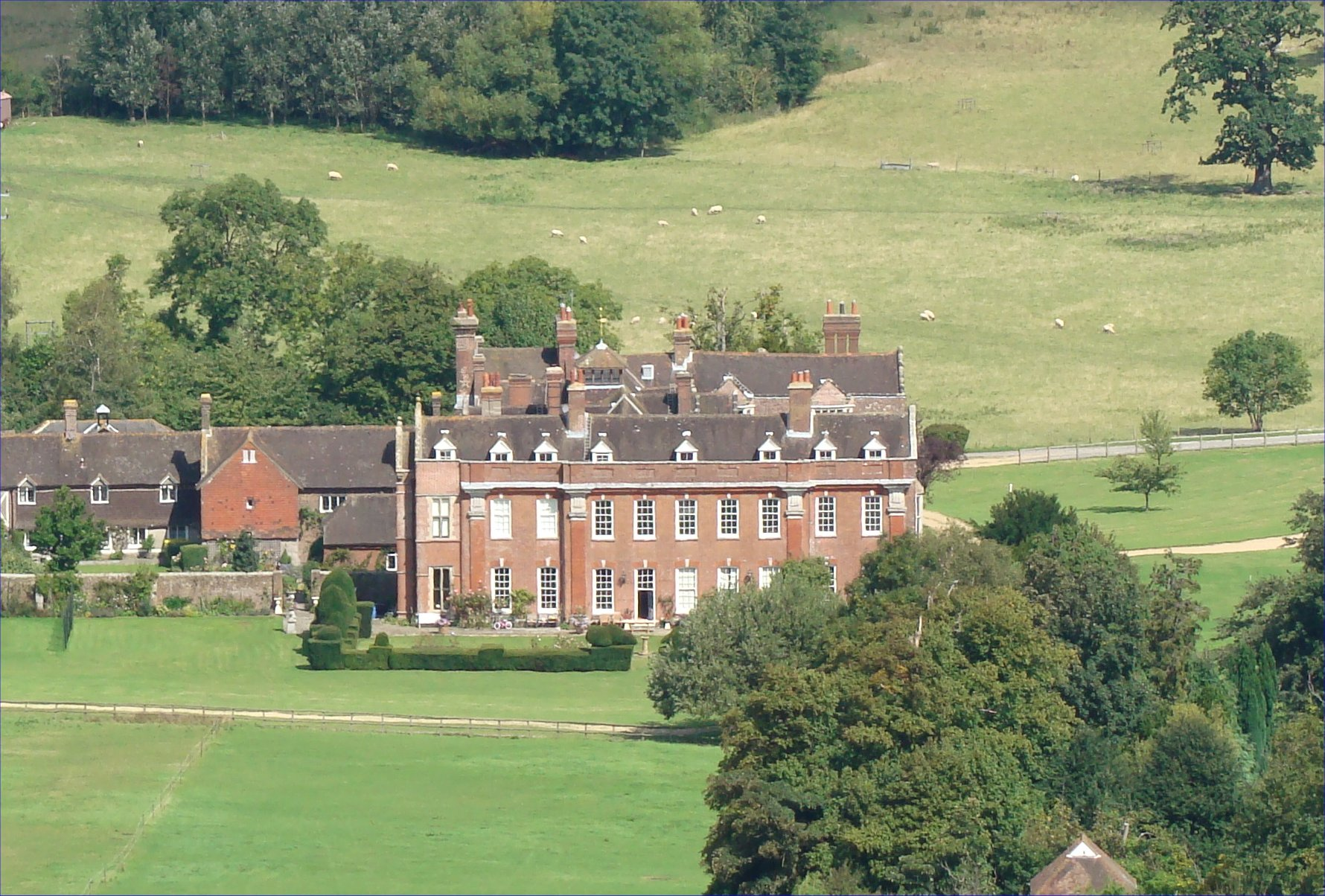
Danny House, Südfassade

Nachdem sich Danny House vier Generationen lang in Besitz der Familie Goring befunden hatte, wurde es 1650 an Peter Courthorpe verkauft. 1652 war der Danny Great Park 54 ha groß. Mit den umgebenden Feldern und Weiden umfasste das Gelände 170 ha. Im Parkland findet man noch heute edle Eichen unterschiedlichen Alters und unterschiedlicher Wuchsform. Es dient der Erholung.
1702 heiratete Barbara Courthope, Enkelin von Peter, Henry Campion und ab 1725 wohnten sie auch in Danny House. Bald machten sie sich an umfangreiche Umbaumaßnahmen, auch die Errichtung einer neuen Südfassade, wie man an ihren Initialen und der Jahreszahl 1728 auf den bleiernen Wasserrohren sehen kann. Es folgten mehrere Generationen der Familie Campion.

### Kriegskabinett
Im Ersten Weltkrieg wurde Danny House sechs Monate lang an den Premierminister David Lloyd George vermietet. Er lebte dort in einer Dreiecksbeziehung mit seiner Frau Margaret und seiner Sekretärin und Geliebten Frances Stevenson. Im Rittersaal fanden regelmäßig Sitzungen des Kriegskabinetts statt. Am 13. Oktober 1918 wurden dort die Bedingungen des Waffenstillstands, den man Deutschland anbot, beschlossen und dem US-Präsidenten Woodrow Wilson das Mandat erteilt, ihn mit den Deutschen zu verhandeln.
Es gab einige Briefe von Lloyd George an Frances Stevenson, die in Danny House geschrieben wurden. In einem von ihnen steht: "My darling Pussy. You might phone from the Treasury on Friday if you can come. Don't let Hankey see you. If Saturday impossible, what about Monday? Fondest love to my own." (dt.: Meine liebste Pussy. Du solltest am Freitag von der Treasury anrufen, wenn du kommst. Lass dich von Hankey nicht erwischen. Wenn Samstag unmöglich, was ist mit Montag? Alles Liebe an meine…) D. (Hankey war damals Kabinettssekretär)

### Jüngste Geschichte
Bald nach dem Zweiten Weltkrieg wurde Danny House zu einer Schule, dem Montpelier College, das man von Brighton hierher verlegt hatte. Aber bereits 1950 wurde die Schule wieder geschlossen. Auch die Familie Campion lebte nicht mehr in dem Landhaus, aber das Anwesen blieb bis in die 1970er-Jahre in ihrem Besitz. Dann wurde es aufgegliedert und viele Grundstücke, Häuser und Bauernhöfe wurden verkauft oder verpachtet. Das Landhaus selbst wurde an die Mutual Household Association (später Country Houses Association) verkauft. Nachdem diese Firma 2003 liquidiert wurde, wurde Danny House 2004 am Richard Burrows verkauft. Dieser machte daraus Serviced Apartments für Rentner, Bed&Breakfast-Pensionen und ein Familiengeschäft. 2007 feierte man in Danny House den 50. Jahrestag der Umwandlung in eine Rentnerresidenz.

## Quellen

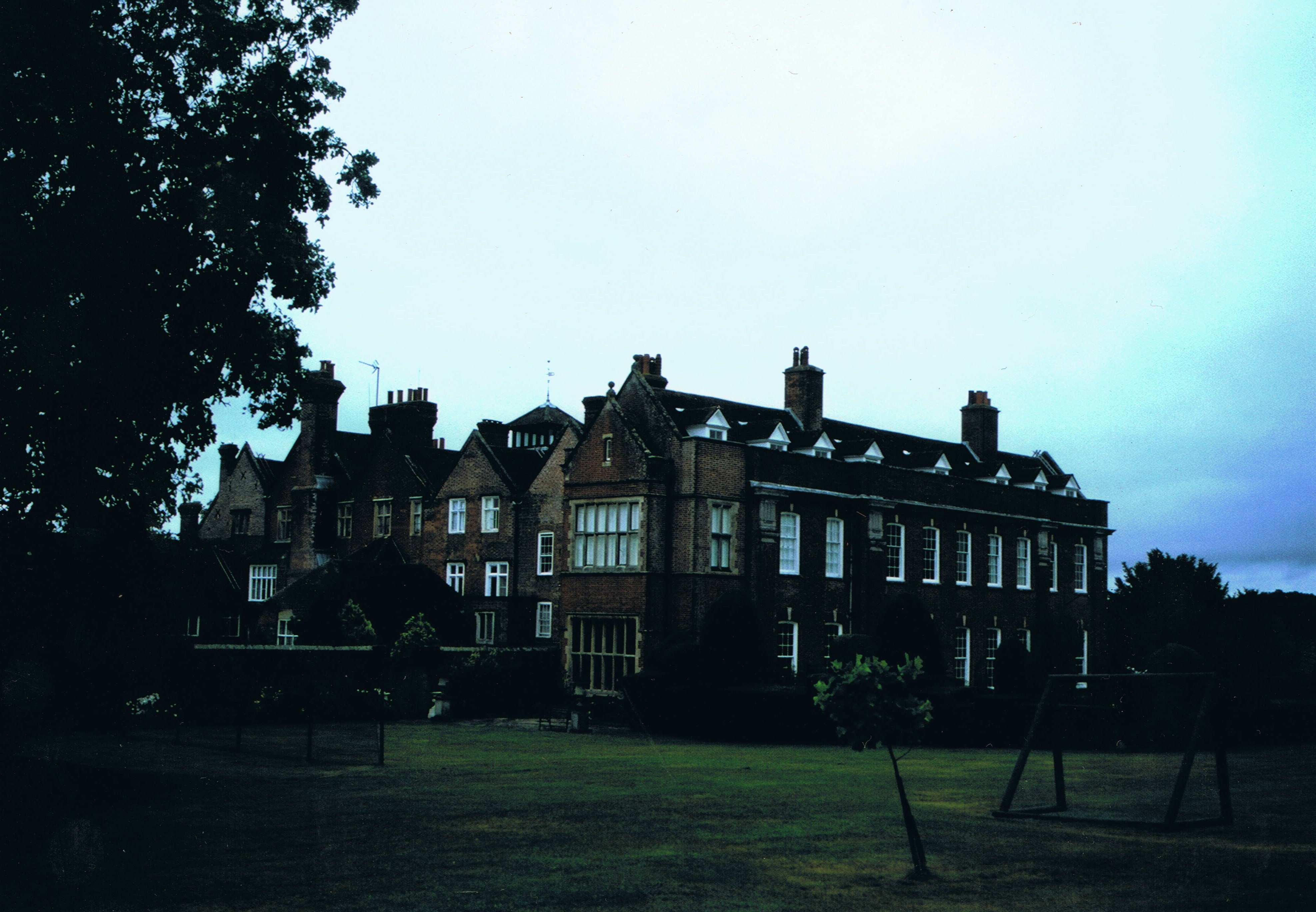
Danny House, Süd- und Westfassaden 2008